# 1801 год в литературе

## Книги
- «Атала» — повесть Шатобриана
- «Мария Стюарт» — пьеса Фридриха Шиллера
- «Орлеанская дева» — пьеса Фридриха Шиллера

## Родились
- 28 февраля — Мотеюс Валанчюс, литовский писатель и церковный деятель (умер в 1875).
- 17 марта — Александр Николаевич Креницын, русский поэт (умер в 1865).
- 11 апреля — Козьма Прутков, директор Пробирной Палатки, действительный статский советник, кавалер ордена св. Станислава 1-й степени, автор стихов, басен, пьес и афоризмов.
- 6 мая — Франциска фон Штенгель, немецкая писательница (ум. 1843).
- 14 июня — Антоний Болеслав Глебович, польский публицист, переводчик и издатель (ум. 1847).
- 15 июня — Карло Каттанео, итальянский писатель и политический деятель (умер в 1869).
- 1 августа — Ксенофонт Алексеевич Полевой, русский писатель, литературный критик, журналист, книгоиздатель (умер в 1867).
- 22 ноября — Владимир Иванович Даль, русский писатель, врач, составитель «Толкового словаря живого великорусского языка» (умер в 1872).
- 19 декабря — Жюль-Антуан Ташеро, французский писатель, публицист (умер в 1874).

## Умерли
- 2 января — Иоганн Каспар Лафатер (Johann Caspar Lavater), швейцарский писатель и физиономист (родился в 1741).
- 14 марта — Игнацы Красицкий (Ignacy Krasicki), польский поэт, драматург и публицист (родился в 1735).